# Adrian Neaga
Adrian Constantin Neaga (ur. 4 czerwca 1979 w Pitești) – rumuński piłkarz, grający na pozycji napastnika, reprezentant Rumunii.

## Kariera piłkarska

### Kariera klubowa
Wychowanek klubu FC Argeș Pitești, w barwach którego w 1997 rozpoczął karierę piłkarską. W sezonie 1998–1999 był wypożyczony do miejscowej drużyny Dacia Pitești. W 2001 przeszedł do Steauy Bukareszt, gdzie pod koniec sezonu był zamieszany w skandal narkotykowy. Jego wynik na test dopingowy okazał się pozytywnym, ale piłkarz nie był zawieszony, tak jak prezes Steauy Gigi Becali wyłożył za niego wtedy największą ilość pieniędzy – 1 mln USD i nie chciał stracić swojej inwestycji. W 2003 został wypożyczony do saudyjskiego klubu An-Nassr, ale po 20 dniach powrócił do Rumunii przez incydent po meczu z Al-Khaleej Club. W lutym 2005 za 1,5 mln USD był kupiony do koreańskiego Chunnam Dragons. Po 18 miesiącach chciał wrócić do Steauy, ale władze rumuńskiego klubu nie zaakceptowali zaproszoną sumę w rozmiarze 1,5 mln USD i piłkarz był zmuszony przejść do Seongnam Ilhwa Chunma. W czerwcu 2007 roku powrócił do Steauy za 800 tys. USD. W styczniu 2009 podpisał kontrakt z azerskim Neftçi PFK. W lipcu 2010 po wygaśnięciu kontraktu powrócił do Rumunii, gdzie został piłkarzem Unirea Urziceni. We wrześniu 2010 roku jako wolny agent przeszedł do ukraińskiego zespołu Wołyń Łuck, w składzie którego 10 września 2010 debiutował w Premier-lidze w meczu przeciwko PFK Sewastopol (1:0). Latem 2011 powrócił do Rumunii, gdzie został piłkarzem Dacii Mioveni.

### Kariera reprezentacyjna
W 2000 debiutował w reprezentacji Rumunii w meczu towarzyskim z Algierią. Łącznie rozegrał 6 meczów.

## Sukcesy i odznaczenia

### Sukcesy klubowe
- mistrz Rumunii: 2005
- wicemistrz Rumunii: 2003, 2004, 2007, 2010
- finalista Pucharu Rumunii: 2010
- finalista Superpucharu Rumunii: 2005, 2010
- mistrz Korei Południowej: 2006

### Sukcesy indywidualne
- król strzelców Steauy Bukareszt: 2004